# Hagenohsen

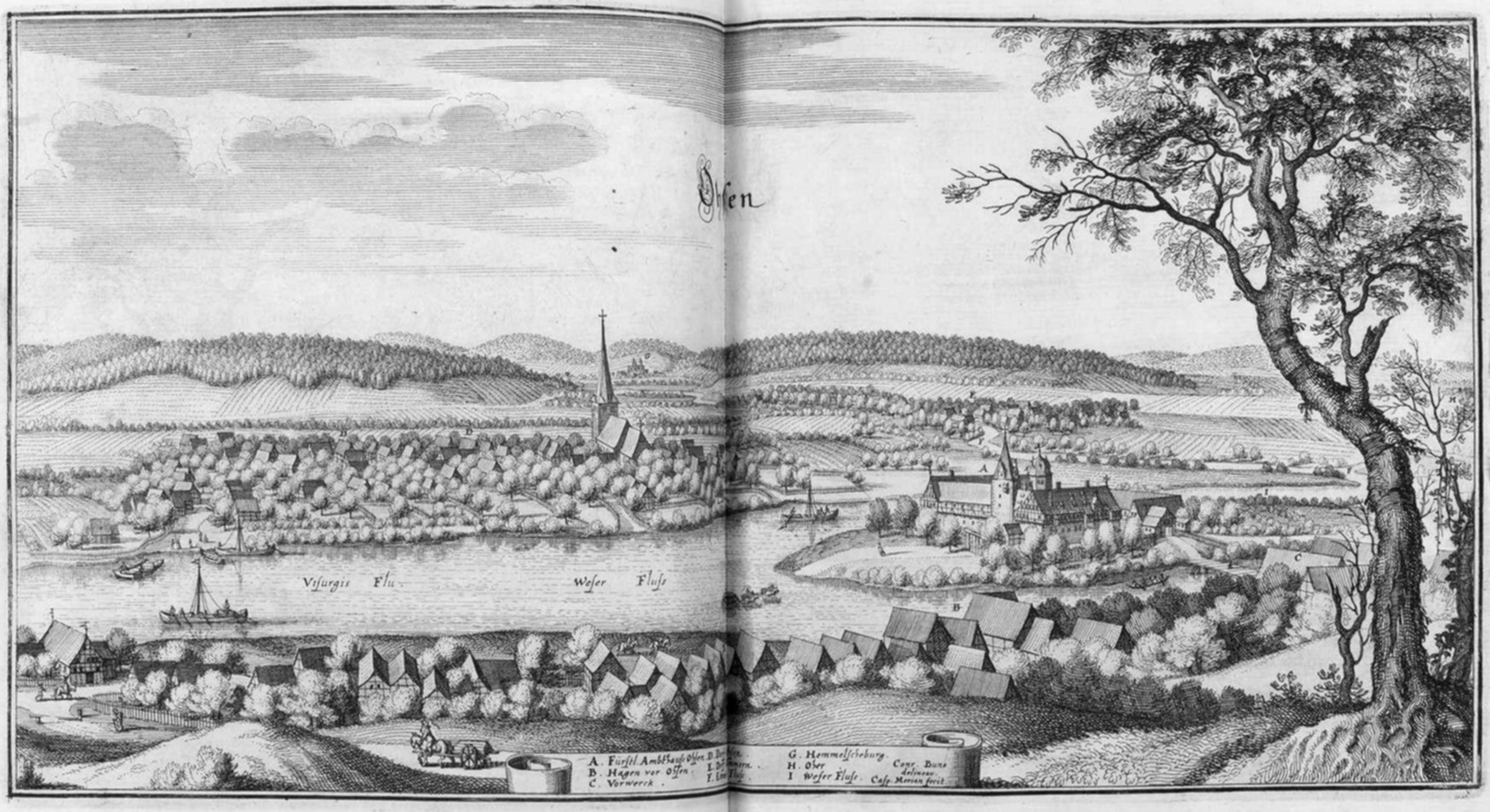
Ohsen mit Hagenohsen, Kupferstich von Matthäus Merian

Hagenohsen ist ein Ortsteil von Emmerthal, einer Gemeinde im Landkreis Hameln-Pyrmont in Niedersachsen. 
Der Ort liegt im Naturpark Weserbergland. Von Hagenohsen nach Kirchohsen führen eine Straßenbrücke der Landstraße  424 und eine Eisenbahnbrücke über die Weser. Am östlichen Ortsrand von Hagenohsen liegt der Bückeberg, ein 160 Meter hoher Höhenzug südlich von Hameln. Der Ortsteil hatte am 30. Juni 2022 493 Einwohner.

## Geschichte

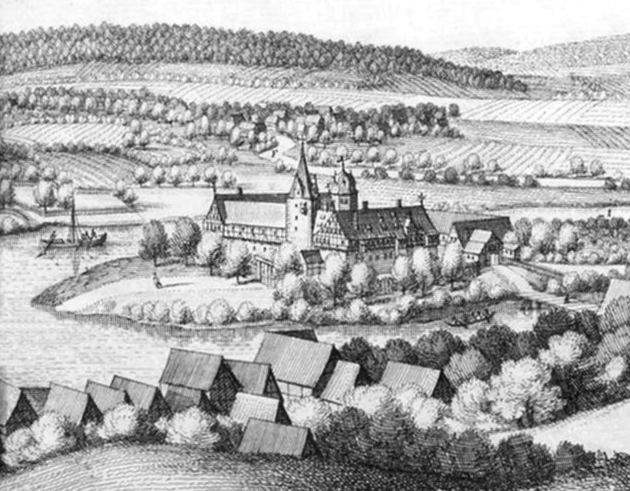
Burg Ohsen um 1650 (Merian-Stich)

Früher hieß der Ort nur Hagen. Auf dem Merianstich von etwa 1650 heißt die Beschriftung: „Hagen vor Ohsen“. Die Burg Ohsen ist 1004 bezeugt und wird 1259 als castrum bezeichnet. Um 1335 mussten die Grafen von Everstein die Burg den Braunschweiger Herzögen überlassen, die sie wiederum den Edelherren von Homburg, Erzrivalen der Eversteiner, überließen. Der Bergfried vom Anfang des 13. Jahrhunderts wurde im Südostflügel eingebaut. Bodo von Homburg (1256–1316) heiratete 1302 Agnes von Spiegelberg. Das Wappen der Grafen von Spiegelberg aus der ersten Hälfte des 15. Jahrhunderts befindet sich am Torturm der Vorburg.
In der Zeit des Nationalsozialismus fanden oberhalb des Ortes am Bückeberg, auf einer künstlich planierten Fläche, von 1933 bis 1937 die „Reichserntedankfeste“ statt. 
Hagenohsen war einer von 17 bis dahin selbständigen Ortschaften, aus denen durch das „Gesetz zur Neugliederung der Gemeinden im Raum Hameln“ zum 1. Januar 1973 die Gemeinde Emmerthal gebildet wurde.

## Vereine
- Freiwillige Feuerwehr Hagenohsen[3]

## In den Medien
Der Ort dient als ein Hauptschauplatz des US-amerikanisch-britischer Kriegsfilms Herz aus Stahl aus dem Jahr 2014.